# 黑斯廷斯 (内布拉斯加州)
黑斯廷斯（Hastings）位于美国内布拉斯加州南部，是亚当斯县的县治。